# Geweer M. 95
O Geweer M. 95 foi o fuzil de serviço das forças armadas dos Países Baixos entre 1895 e 1940, que substituiu o obsoleto Beaumont-Vitali M1871/88. A princípio, foi produzido pela Steyr para os holandeses, mas depois de 1904, a produção ocorreu sob licença em uma fábrica de armas estatal holandesa em Zaandam, conhecida pelo nome de perto da ponte Hembrug. Embora muitas vezes considerado como baseado no modelo Mannlicher 1893 anterior, o fuzil é, na verdade, uma modificação do fuzil Mannlicher por August Schriever e pela comissão holandesa de fuzis. Os holandeses emitiram cerca de 470.000 M.95s.
Tanto os fuzis holandeses quanto os romenos disparavam o mesmo cartucho com aro, frequentemente chamado de 6,5x53,5mmR "romeno" ou 6,5×53mmR "6,5 holandês". Também era conhecido como .256 Mannlicher. No serviço militar, os cartuchos dos fuzis holandeses M.95 (6,5×53mmR) são carregados principalmente por meio do uso de um clipe em bloco, semelhante em conceito ao clipe usado mais tarde pelo M1 Garand do Exército dos EUA. Com o conjunto de guarda-mato/alojamento do carregador projetado por Ferdinand Mannlicher, quando o ferrolho está aberto e totalmente retraído para trás, o clipe em bloco completo é carregado no carregador pela parte superior através do receptor aberto. O clipe vazio cairá por um orifício na base do alojamento do carregador quando estiver sem cartuchos contidos. Isso permitia o recarregamento rápido dos fuzis durante o combate. Quando o ferrolho está na posição totalmente aberta e retraída, os clipes cheios podem ser vigorosamente ejetados para cima do alojamento do carregador por meio de uma trava com mola na parte traseira do carregador. Isso é operado por um botão rebaixado na parte frontal da parte do guarda-mato do conjunto. Os clipes eram essencialmente descartáveis, pois a munição seria emitida já carregada nos clipes da fábrica.

## História
Na década de 1880, dois desenvolvimentos importantes ocorreram que romperam o paradigma atual do armamento: a adoção de fuzis de repetição (ou seja, de carregador) e a invenção da pólvora sem fumaça. Em 23 de fevereiro de 1886, o Ministro da Guerra holandês nomeou uma "comissão com o propósito de avaliar a questão do fuzil", que foi encarregada de reunir informações sobre o novo sistema de fuzis de repetição. Como a questão de encontrar um novo fuzil era considerada uma meta de longo prazo, a adoção imediata de um fuzil de carregador também foi considerada. Em 1888, o fuzil M1871 Beaumont foi modificado com um carregador de 4 cartuchos do Vitali, para servir como uma solução provisória.
Com relação à adoção de um novo fuzil, a comissão utilizou dois princípios: o fuzil tinha que ter sido adotado ou pelo menos considerado para adoção por outras nações, e a comissão se concentraria no cano, ferrolho e cartucho do sistema. Outra questão era a inclusão de um dispositivo de corte de carregador, permitindo que a arma fosse usada como um fuzil de tiro único, muito parecido com o Beaumont-Vitali M71/88 recém-adotado. Em 1890, o chefe do Estado-Maior Geral e o Inspetor da Infantaria permitiram que a comissão ignorasse a função de corte de carregador, permitindo que o fuzil fosse de repetição "puro". Nove fuzis usando um sistema de carregamento de clipe foram testados: o fuzil austríaco Mannlicher 1886, o fuzil italiano Vinci, um chamado fuzil Bergman, um fuzil belga Mosin–Nagant, um fuzil belga Pieper aprimorado, o fuzil Krag–Jørgensen, um fuzil suíço Frey feito pela fábrica de Neuhausen, o fuzil alemão Gewehr 1888 e um fuzil Mannlicher aprimorado da fábrica August Schriever na Bélgica. Este último tinha sua própria fábrica de armas de fogo, além de ser um agente da Oesterrreichishe Waffenfabriks Gesellschaft Steyr.
Alguns fuzis foram imediatamente desqualificados: o fuzil Vinci foi fornecido com pouca munição para teste; o fuzil alemão foi fornecido sem munição alguma. Foi recomendado criar um fuzil a partir dos melhores elementos dos fuzis fornecidos, com o fuzil August Schriever Mannlicher sendo o fuzil base preferido. No momento final, no entanto, a empresa Nagant apresentou um fuzil novo e melhorado, usando um clipe em tira estilo Mauser.
Foi então decidido testar ambos os fuzis e, no final de novembro de 1890, ambos os fabricantes foram solicitados a fornecer os fuzis necessários para um teste em larga escala. Ambos os fabricantes concordaram em fornecer os fuzis, ao preço de 155 florins holandeses. Após mais testes em pequena escala, a comissão decidiu se concentrar em três fuzis: o alemão 1888, o August Schriever Mannlicher modificado e o Nagant. Como a munição para o alemão 1888 foi finalmente adquirida em dezembro de 1890, a arma foi submetida a testes e, posteriormente, removida de consideração: era possível causar uma alimentação dupla com o fuzil alemão 1888, resultando na ponta da bala do cartucho traseiro atingindo a espoleta do cartucho da câmara, com resultados catastróficos.
Embora a comissão tenha se concentrado inicialmente em um calibre de 7,5 a 8 milímetros, um fuzil Schriever com um cano italiano com câmara para 6,5 mm também foi testado. Como a comissão concluiu que não havia desvantagens no cartucho de 6,5 mm em comparação com um cartucho de 7,65 mm testado, o de 6,5 mm recebeu preferência devido ao seu menor peso. Como o estilo de carregamento Mannlicher era o preferido, o assunto estava quase resolvido, com o Mannlicher modificado Schriever sendo o candidato preferido.
Em março de 1892, um rascunho de contrato para 100 fuzis foi submetido ao Ministro da Guerra para sua aprovação. Após pequenas mudanças nas faixas de coronha e cano, na mira e outras peças pequenas, a arma foi oficialmente designada como Geweer M. 95 em 4 de dezembro de 1895.
O fuzil era a arma padrão do Exército Real das Índias Orientais Holandesas (KNIL) até a invasão japonesa. Os fuzis M.95 foram usados mais tarde por ambos os lados durante a Revolução Nacional da Indonésia. Após a conclusão da guerra, os fuzis restantes foram entregues pelo KNIL às novas Forças Armadas da Indonésia. Na década de 1950, as Forças Armadas da Indonésia converteram seus fuzis e carabinas M.95 em .303 British, e freios de boca foram adicionados à variante de carabina. O M. 95 permaneceu em serviço colonial holandês pelo menos até 1955, onde foi usado pela força policial do Suriname.

## Variantes
Nove variantes foram produzidas, estas eram em grande parte carabinas diferindo apenas nos zarelhos da bandoleira. Estas incluíam:

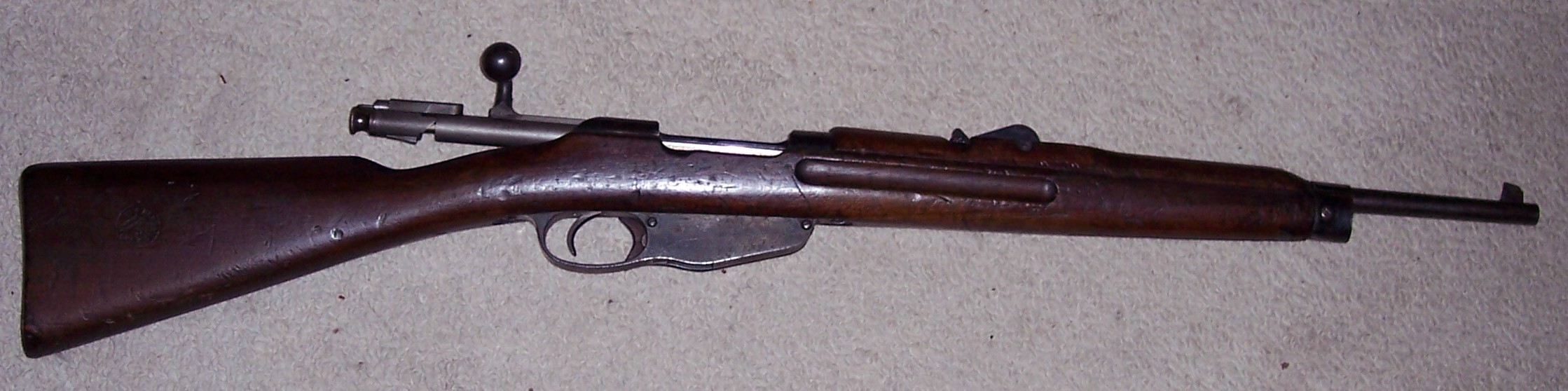
Variante de carabina do Geweer M95

- Variante de carabina do Geweer M95Variante de carabina do Geweer M95Karabijn No.1 Oud Model ("modelo antigo") (introduzido em 1896)[16] projetado para a cavalaria e o Marechalato Real. Mais tarde, tornou-se a carabina oficial do KNIL (Koninklijk Nederlands Indisch Leger, Exército Real das Índias Orientais Holandesas) em 1911 (1925 para as unidades não europeias em Java).[17]

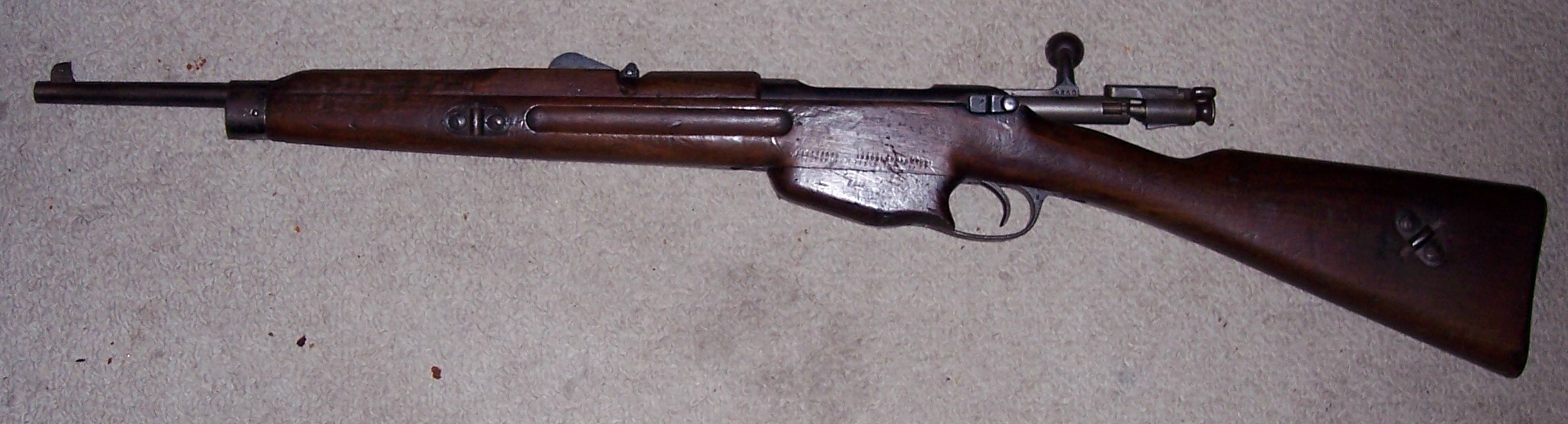
Variante de carabina do Geweer M95

- Karabijn No.2 do Koninklijke Marechaussee (Corpo da Polícia Militar Real) com uma baioneta de faca.
- Karabijn No.3, modelo de carabina de artilharia e de pioneiros
- Karabijn No.4, um M.95 encurtado (projetado em 1909) criado para as tropas ciclistas holandesas, que tinha uma carenagem de madeira no lado esquerdo do carregador.
- M.95 Loopgraafgeweer ("arma de trincheira"), uma versão de fuzil periscópico do M.95, projetado em 1916 para guerra de trincheiras.

Por volta de 1930, novos modelos (Nieuw Model) do No.1, No.2, No.3 e No.4 foram introduzidos.
Em 1936, um modelo de carabina No.5 mais curto foi introduzido. Era um Geweer M95 reduzido ao tamanho de carabina. Os primeiros 9.500 foram emitidos para artilharia de campo e artilharia antiaérea. Um total de 35.500 foram reconstruídos no total.

### Designações da Beutewaffen
Depois que a Alemanha ocupou os Países Baixos, suas armas capturadas (beutewaffen) foram catalogadas para uso alemão. G significa Gewehr ("Fuzil"), Gr. G significa Graben-Gewehr ("Fuzil de Trincheira"), K significa Karabiner ("Carabina"), e (h) significa holländisch ("Holandês").
- G 211 (h) = Geweer M1895 (fuzil de infantaria Mannlicher M1895)[4][5]
- Gr. G 212 (h) = Loopgraafgeweer M1895 (fuzil de trincheira Mannlicher M1895)[4]
- K 411 (h) = Karabijn No.1 Nieuw Model (carabina No.1 Novo Modelo, cavalaria)
- K 412 (h) = Karabijn No.1 Oud Model (carabina No. 1 Modelo Antigo, cavalaria)
- K 413 (h) = Karabijn No.3 Oud Model & Nieuw Model (carabina No. 3 Modelo Antigo e Novo Modelo, artilharia e pioneiros)
- K 414 (h) = Karabijn No.4 Oud Model & Nieuw Model (carabina No. 4 Modelo Antigo e Novo Modelo, ciclistas)

A carabina No.2 não foi classificada porque poucas, se alguma, foram capturadas. A carabina No.5 foi classificada como uma Geweer M95.

## Galeria

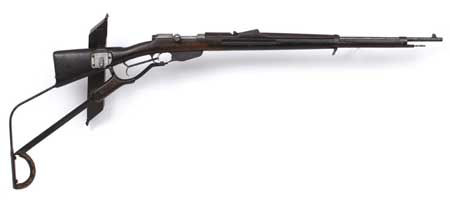
O fuzil periscópico M.95
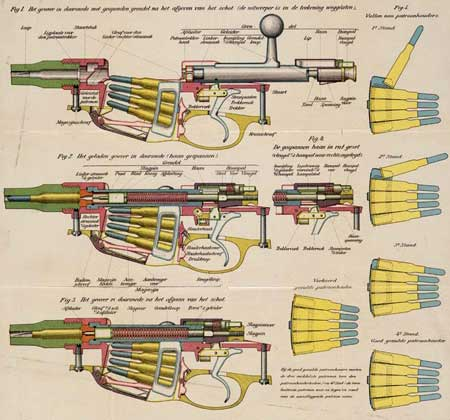
Esquema de operação
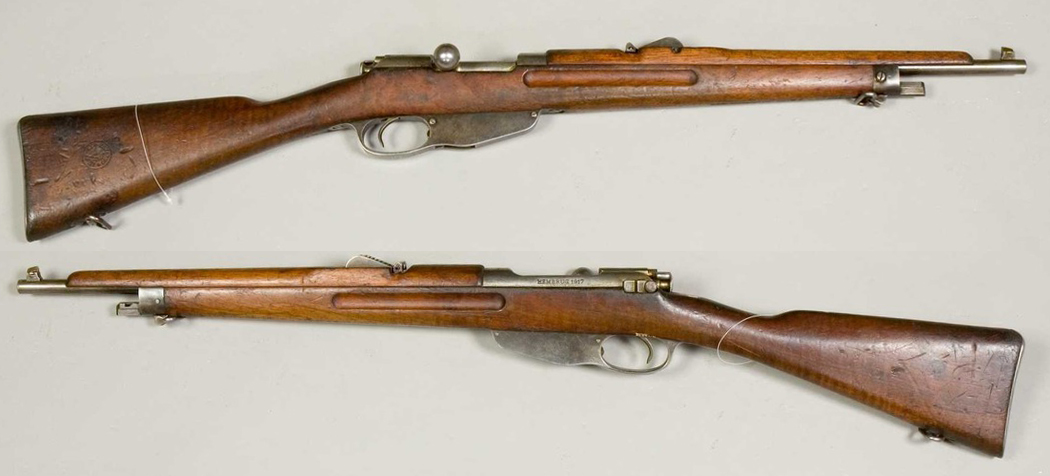
Uma carabina modelo antigo No.3, do Museu do Exército sueco.
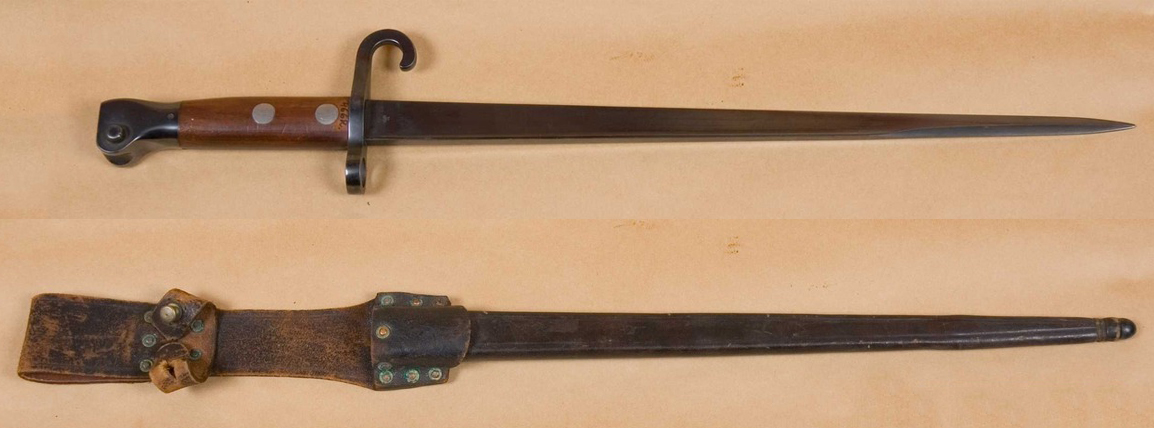
Baioneta e bainha fornecidas com o fuzil
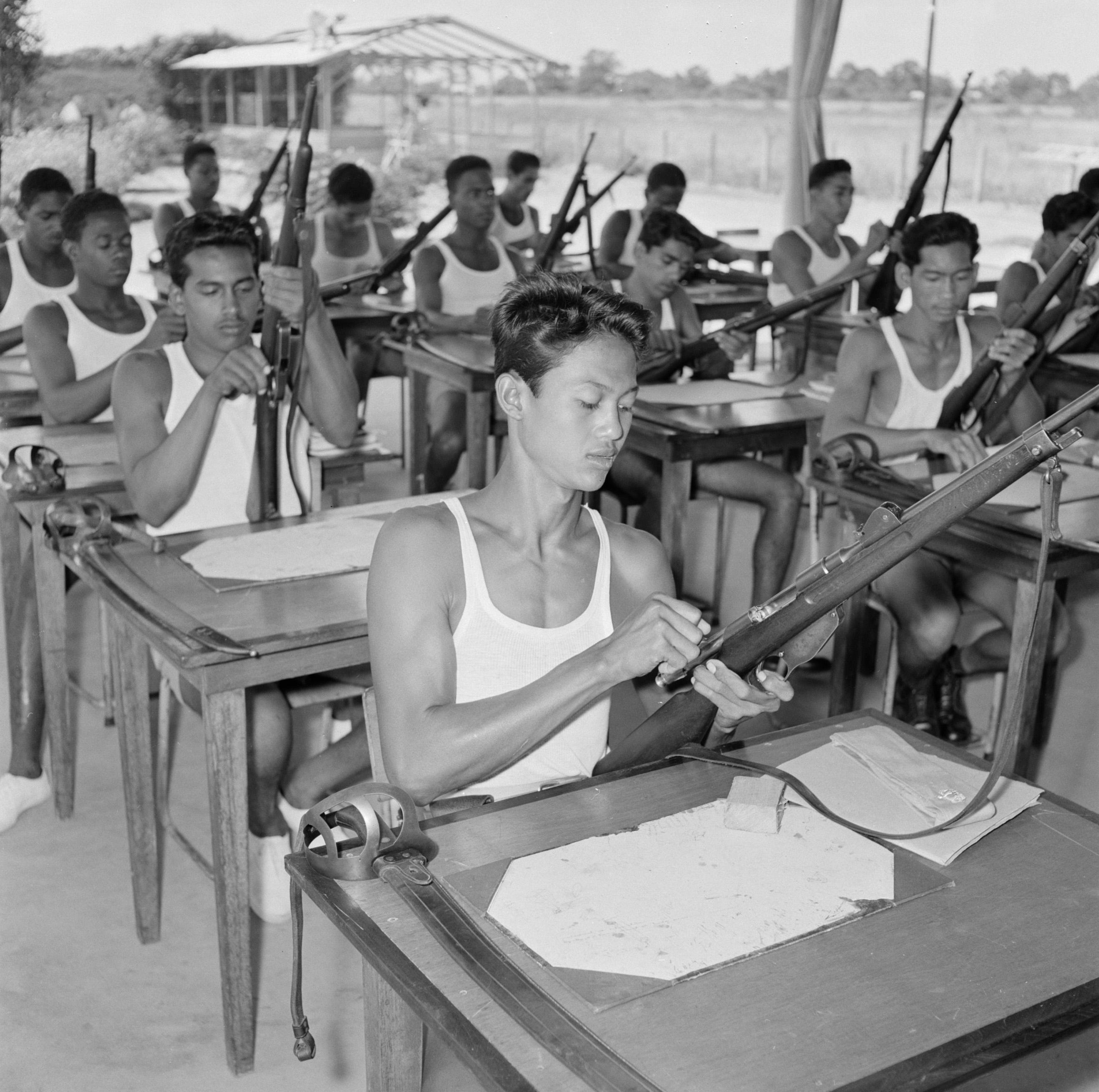
Uma aula na Escola de Polícia do Suriname em 1955, prática de desmontagem de campo